# Драгоман (Болгарія)
Драгома́н (болг. Драгоман) — місто в Софійській області Болгарії. Адміністративний центр общини Драгоман.

## Географія
Драгоман знаходиться за 36 км від міста Софія і за 15 км від державного кордону Республіки Сербії.

## Економіка
На території міста є такі підприємства:
- «KONTAKTNI ELEMENTI» (болг. «КОНТАКТНИ ЕЛЕМЕНТИ» АД) — підприємство з виробництва біметалевих електричних контактів і срібних припоїв, ПОС-40, ПОС-50, ПОС-60, анодів з цинку і олова. Підприємство засноване в 1980 р.

## Політична ситуація
Мер громади Драгоман — Андрей Алексієв Іванов, за результатами виборів від 8 листопада 2011.

## Населення
За даними перепису населення 2011 року у місті проживали 3368 осіб.
Національний склад населення міста:
| Національність   | Кількість осіб | Відсоток |
| ---------------- | -------------- | -------- |
| болгари          | 2776           | 99,6%    |
| цигани           | 4              | 0,1%     |
| Всього відповіли | 2787           |          |

Розподіл населення за віком у 2011 році:
Динаміка населення: